# Dăneasa (gmina)
Dăneasa – gmina w Rumunii, w okręgu Aluta. Obejmuje miejscowości Berindei, Cioflanu, Dăneasa, Pestra, Zănoaga. W 2011 roku liczyła 3827 mieszkańców.